# Minor v. Happersett
Der Prozess Minor v. Happersett, 88 U.S. 21 Wall. 162 162 (1874), ist ein Prozess am Obersten Gerichtshof der Vereinigten Staaten, in dem das Gericht urteilte, dass die Verfassung der Vereinigten Staaten keiner Person, und speziell in diesem Fall einer weiblichen Bürgerin des Bundesstaats Missouri, ein Recht aufs Wählen gewährt, auch wenn ein bundesstaatliches Gesetz einer bestimmten Klasse von Bürgern Wahlrechte einräumt. Der Oberste Gerichtshof bestätigte die bundesstaatlichen Entscheidungen von Missouri, wo einer Frau die Registrierung als gesetzmäßige Wählerin verweigert worden war, weil die Staatsgesetze nur Männern die Wahl erlaubten.
Das Urteil im Fall Minor v. Happersett beruhte auf der Interpretation der „Vorrechte- oder Freiheitsrechte-Klausel“  (Privileges or Immunities Clause) des 14. Amendments zur Verfassung der Vereinigten Staaten. Das Oberste Gericht akzeptierte bereitwillig, dass Minor eine Bürgerin der Vereinigten Staaten sei, aber es stellte fest, dass die verfassungsmäßig geschützten Vorrechte des Bürgers nicht das Wahlrecht einschlossen.
Das 19. Amendment, das im Jahr 1920 Teil der Verfassung wurde, machte die Entscheidung von Minor v. Happersett hinfällig, indem es ein Verbot der auf dem Geschlecht beruhenden Diskriminierung beim Wahlrecht aussprach. Der Fall Minor v. Happersett wurde bis in die 1960er Jahre weiterhin zitiert, wenn es um restriktive Wahlrechte anderer Art ging. Dann begann der Oberste Gerichtshof mit der Deutung der so genannten Equal Protection Clause (Klausel zum Schutz der Gleichheit) des 14. Amendments in der Weise, dass sie die Bürgerschaft vor der Diskriminierung bei Wahlrechten schütze.

## Vorgeschichte

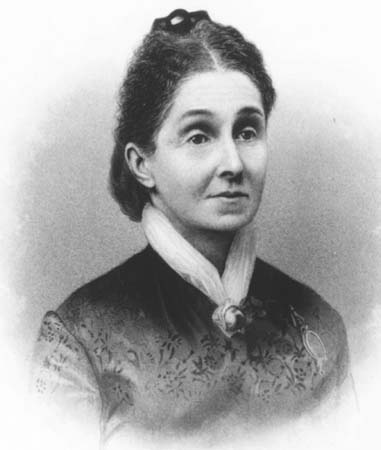
Virginia Minor, deren vergeblicher Versuch, sich als Wählerin registrieren zu lassen, der Grund für den Prozess war

Virginia Minor, eine Führerin der Frauenrechtsbewegung in Missouri, versuchte, sich am 15. Oktober 1872 im St. Louis County (Missouri) als Wählerin registrieren zu lassen, wurde aber zurückgewiesen, weil sie eine Frau war. Mit der Unterstützung durch ihren Ehemann Francis Minor, einem Rechtsanwalt, erhob sie vor den bundesstaatlichen Gerichten Klage gegen Reese Happersett, den Registrar, der ihre Aufnahme ins Wählerverzeichnis abgelehnt hatte, Die Begründung war, dass die Formulierungen der Verfassung des Staats Missouri, die nur den Männern das Wählen erlaubte, eine Verletzung der Amerikanischen Verfassung darstellten und besonders gegen das 14. Amendment verstießen. Der Kern der Argumentation des Ehepaars Minor war, dass man als Bürger automatisch das Wahlrecht besitze, eine Behauptung mit genug Streitpotential auf beiden Seiten, um sie zu einer offenen Frage zu machen.
Der Oberste Gerichtshof von Missouri entschied zugunsten des Registrars und gegen Minor. Das Staatsgericht stellte fest, dass es die allgemeine Praxis aller Bundesstaaten ... von der Annahme der Verfassung bis zur gegenwärtigen Zeit gewesen sei, die Wahlrechte nur auf die Männer zu beschränken; und zusätzlich wies er darauf hin, dass es die klare Absicht des 14. Amendments sei, den früheren Sklaven die Bürgerrechte zu geben und nicht weitere Änderungen bei den bundesstaatlichen Gesetzen zu erzwingen. Das Gericht stellte insbesondere fest, dass der zweite Abschnitt des 14. Amendments (Bestrafung von Bundesstaaten, die das Wahlrecht irgendeinem Bürger verweigerten) sich speziell auf männliche Bürger beziehe, und er schloss mit der Formulierung: „This clearly recognizes the right, and seems to anticipate the exercise of the right, on the part of the States to restrict the right of suffrage to the male inhabitants.“ (deutsch: Dies ist eine klare Anerkennung des Rechts – und scheint die Durchführung des Rechts vorwegzunehmen – dass von Seiten des Staates das Wahlrecht auf die männlichen Einwohner beschränkt wird.)
Minor appellierte wegen des Urteils von Missouri an den Obersten Gerichtshof der Vereinigten Staaten und präsentierte die gleiche Argumentation, wie sie schon ohne Erfolg vor dem Staatsgericht vorgetragen worden waren. Zusätzlich fügte man hinzu, dass das Frauenwahlrecht mit der ursprünglichen Absicht der Verfassungsväter in Übereinstimmung zu bringen sei. Der Oberste Gerichtshof arbeitete heraus, dass es allein um das Problem gehe, ob die Verfassung die Frauen zur Wahl berechtige und dies im Gegensatz zu den bundesstaatlichen Gesetzen stehe, die dieses Recht auf die Männer einschränke. Der Bundesstaat Missouri schickte keinen Rechtsvertreter, um die Entscheidung vor dem Obersten Gerichtshof zu verteidigen, sondern wählte zur Rechtfertigung der Entscheidung einen dreiteiligen Schriftsatz.

## Entscheidung des Obersten Gerichts

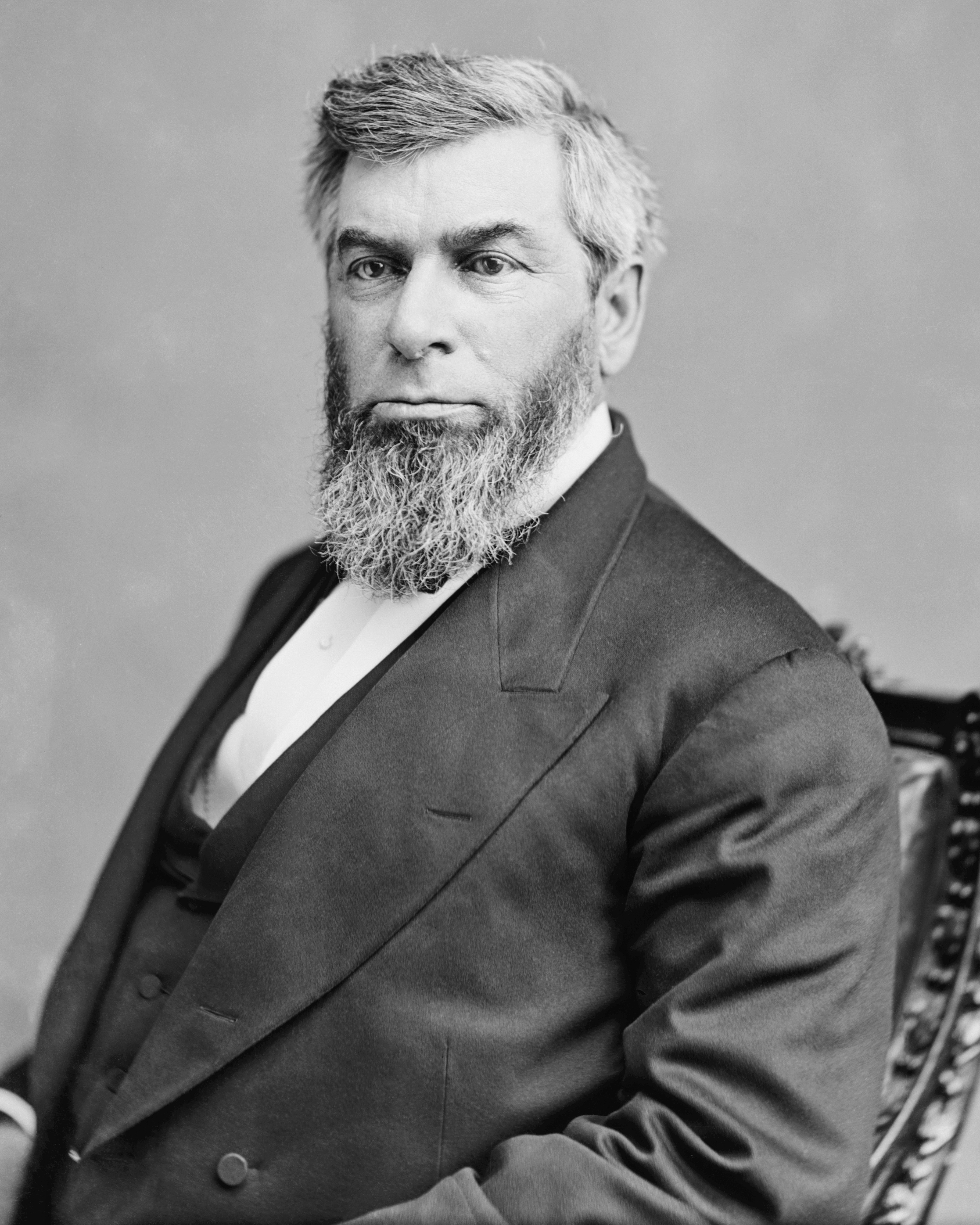
Oberster Bundesrichter Morrison Waite, er schrieb das Urteil im Prozess, das einstimmig beschlossen wurde.

Der Oberste Gerichtshof bestätigte die Wahlgesetzgebung von Missouri einstimmig, indem er ausführte, dass die Wahl kein inhärentes Recht des Bürgers sei, dass die Verfassung das Wahlrecht für Frauen weder gewähre noch verbiete und dass die Erlaubnis, dass nur die Männer wählen dürften, kein Verstoß gegen Minors Rechte seien, die das 14. Amendment ihr gewähre.
Die Urteilsbegründung (geschrieben vom Obersten Richter der Vereinigten Staaten,
Morrison Waite) ging zuerst auf die Frage ein, ob Minor eine Bürgerin der Vereinigten Staaten sei und beantwortete dies positiv, indem sowohl das 14. Amendment als auch das frühere „Common Law“ zitiert wurde.
Das Gericht fragte dann, ob das Wahlrecht eines der Vor- oder Freiheitsrechte der Bürger der Vereinigten Staaten zur Zeit der Annahme des 14. Amendments 1868 gewesen sei. Indem es eine Reihe von historischen Quellen zitierte, stellte es fest, dass dies nicht der Fall sei. Der Gerichtshof argumentierte, dass die Verfassung der Vereinigten Staaten den Bürgern nicht explizit ein positives Wahlrecht gebe. Während der gesamten Geschichte der Nation seit der Annahme der Verfassung seien eine Vielzahl von Personen – Frauen eingeschlossen – als Bürger anerkannt worden aber ohne Wahlrecht geblieben. Die Begründung fährt fort: “It cannot for a moment be doubted that if it had been intended to make all citizens of the United States voters, the framers of the Constitution would not have left it to implication. So important a change in the condition of citizenship as it actually existed, if intended, would have been expressly declared.” (deutsch: Es kann nicht einen Moment daran gezweifelt werden, dass die Väter der Verfassung es nicht der Implikation überlassen hätten, falls sie die Absicht gehabt hätten, alle Bürger zu Wählern in den Vereinigten Staaten zu machen. Eine solche Veränderung im aktuell bestehenden Bürgerrecht wäre bei einer vorhandenen Absicht ausdrücklich erklärt worden.)

## Spätere Entwicklungen
Das 19. Amendment zur Verfassung der Vereinigten Staaten, ratifiziert 1920, verbot die auf dem Geschlecht beruhende Verweigerung oder Einschränkung des Wahlrechts für jeden Bürger der Vereinigten Staaten. So wurde auf wirksame Weise der Kern des Urteils im Fall Minor v. Happersett außer Kraft gesetzt.
In den 1960er Jahren begann der Oberste Gerichtshof das Wahlrecht als ein fundamentales Recht anzusehen, das von der
Equal Protection Clause des 14. Amendments abgesichert sei.  In einer abweichenden Begründung in einem Fall beim Obersten Gericht von 1964, in dem es auch um die Sitzneuverteilung in der Legislative des Bundesstaats Alabama ging, nahm der Associate Justice (Stellvertretender Oberster Richter), John Marshall Harlan II, den Fall Minor in eine Liste von ehemaligen Entscheidungen über Wählen und Sitzverteilung auf, die nicht mehr länger maßgebend waren.